# Rhonex Kipruto
Rhonex Kipruto (12 ottobre 1999) è un mezzofondista keniota, detentore del record mondiale dei 10 km su strada.
Nel giugno del 2024 è stato sospeso fino al 10 maggio 2029 a causa di anomalie riscontrate nel passaporto biologico e tutti i risultati ottenuti dal 2 settembre del 2018 all'11 maggio del 2023 sono stati annullati.

## Palmarès
| Anno | Manifestazione    | Sede    | Evento         | Risultato | Prestazione | Note                  |
| ---- | ----------------- | ------- | -------------- | --------- | ----------- | --------------------- |
| 2018 | Mondiali under 20 | Tampere | 10000 m piani  | Oro       | 27'21"08    | Record dei campionati |
| 2019 | Mondiali          | Doha    | 10000 m piani  | Bronzo    | 26'50"32    |                       |
| 2019 | Mondiali di cross | Aarhus  | Corsa seniores | 6º        | 32'17"      |                       |
| 2019 | Mondiali di cross | Aarhus  | A squadre      | Argento   | 43 p.       |                       |
| 2021 | Giochi olimpici   | Tokyo   | 10000 m piani  | 9º        | 27'52"68    |                       |

## Campionati nazionali
2019
- Argento ai campionati kenioti, 10000 m piani - 27'26"34

## Altre competizioni internazionali
2017
- Bronzo al Birell Grand Prix ( Praga) - 27'13"

2018
- Oro al Birell Grand Prix ( Praga) - 26'46"

2019
- Oro al Bauhaus-Galan ( Stoccolma), 10000 m - 26'50"16
- Oro alla Peachtree Road Race ( Atlanta) - 27'01"

2020
- Bronzo alla Mezza maratona di Valencia ( Valencia) - 57'49"
- Oro alla 10K Valencia Ibercaja ( Valencia) - 26'24"

2021
- Argento alla Mezza maratona di Valencia ( Valencia) - 58'06"

2022
- 8º al Birell Grand Prix ( Praga) - 27'53"

2023
- 4º alla Mezza maratona di Lisbona ( Lisbona) - 59'22"